# Seneghe
Seneghe (pron. Sèneghe) è un comune italiano di 1 576 abitanti della provincia di Oristano in Sardegna. Il comune è situato a 305 metri s.l.m. sul versante orientale del Montiferru.

## Origini del nome
In sardo logudorese "sèneghe" significa "vecchio, antico".
L'archeologo e storico Giovanni Spano sostenne che il toponimo Seneghe deriva dalla voce fenicia scin, cioè dente, facendo riferimento all'aspetto della montagna che sovrasta l'abitato e la cui cima appare dentellata. Egli fa rimarcare che altre località hanno avuto lo stesso nome, come un distrutto villaggio della antica diocesi di Dolia ed un nuraghe dell'agro di Suni e, sull'origine di quel nome, cita addirittura il biblico monte Sinai, dicendolo così chiamato per la sua cresta dentellata.
Monsignor Giovanni Antonio Deriu, parroco a Seneghe dal 1885 al 1927, in una monografia manoscritta ha sostenuto che sen, la radice del toponimo, è comune a quello di molte altre località dell'isola, come Senis, Senorbì, Sennori, rispetto alle quali non si può fare riferimento a nulla di “dentellato”. Inoltre, la radice s'ena, o bena, con l'aggiunta alla prima vocale della consonante b, nel dialetto seneghese, è comune a quella di varie località del territorio e significa “vena o striscia di fertile terra”. Se ne trovano diversi esempi in S'ena ‘e Bobboi (terra di Salvatore), Beneidi (terra di vite), Benalonga (striscia di terra lunga), S'ena ‘e su pirastru (terra di peri selvatici), Benandria (terra di Andria).
La seconda parte del toponimo (ghe) varia a seconda del periodo temporale di riferimento e degli scrittori, e in diversi documenti storici viene trascritto come Senege, Sehenes oppure Senecae. Infine, durante il dominio di Aragona e Spagna, e nel primo secolo della dominazione sabauda, il comune viene indicato come Senegui o Senegue nei documenti pubblici e negli atti notarili del periodo. Dalla metà del secolo XIX il toponimo è definitivamente fissato in Seneghe.
Il ghe del toponimo deriverebbe dalla lettera ebraica ghimel, da cui la voce ghil, che assume il significato di “allegra” o “alta”; quindi, secondo queste interpretazioni il nome di Seneghe significherebbe S'ena (terra) + ghe (alta), in virtù del posizionamento geografico in cima a una collina.
Deriu scrive nel suo manoscritto che «bene conviene a Seneghe il nome di vena di terra fertile, feracissima per frumento, olive vigne, castagneti, pascoli, con montagne ricche di boschi di sugheri e di elci, irrigata da copiose fonti di finissime acque».

## Storia
Grazie al felice posizionamento naturale del territorio, a Seneghe esistono numerosissimi altipiani e nel periodo nuragico ci fu un gran fiorire di costruzioni: protonuraghi, nuraghi, complessi nuragici con più torri, fortificazioni, di cui resta un impressionante numero di testimonianze. Sono almeno cento, cifra approssimata per difetto, alcuni dei quali ancora superbamente eretti o quasi completamente distrutti, a cui sono da aggiungere le numerosissime tombe a cumulo, tombe dei giganti, dolmen, menhir, betili.
Come non ricordare tra le tante, la bellissima tomba dei giganti sita in località Serrelizzos, oppure l'altra impropriamente chiamata “S'omo de sas Zanas” posta nell'omonima località S'omo de sa Zanas. Non meno importanti e bellissimi sono i punici di S'Issizzu, dove troviamo una fonte punica, e di Mesone Majore e Zippiriu.
I Fenici e ai Romani dimostrarono molto interesse per la zona di Seneghe. Ne sono testimonianza l'altissimo numero di reperti e siti pervenuti ai nostri giorni, quali oggetti d'utilizzo comune e in alcuni casi di resti di fondamenta di fabbricati. Esiste, ad esempio, al Museo archeologico nazionale di Cagliari una bella testa femminile in marmo, donata dal precedente proprietario che l'aveva rinvenuta attorno al 1880 in località Barili. Dalla stessa zona proviene un medaglione in bronzo con tracce di doratura di ottima fattura e una piccola testa di leone, anch'essa in bonzo.

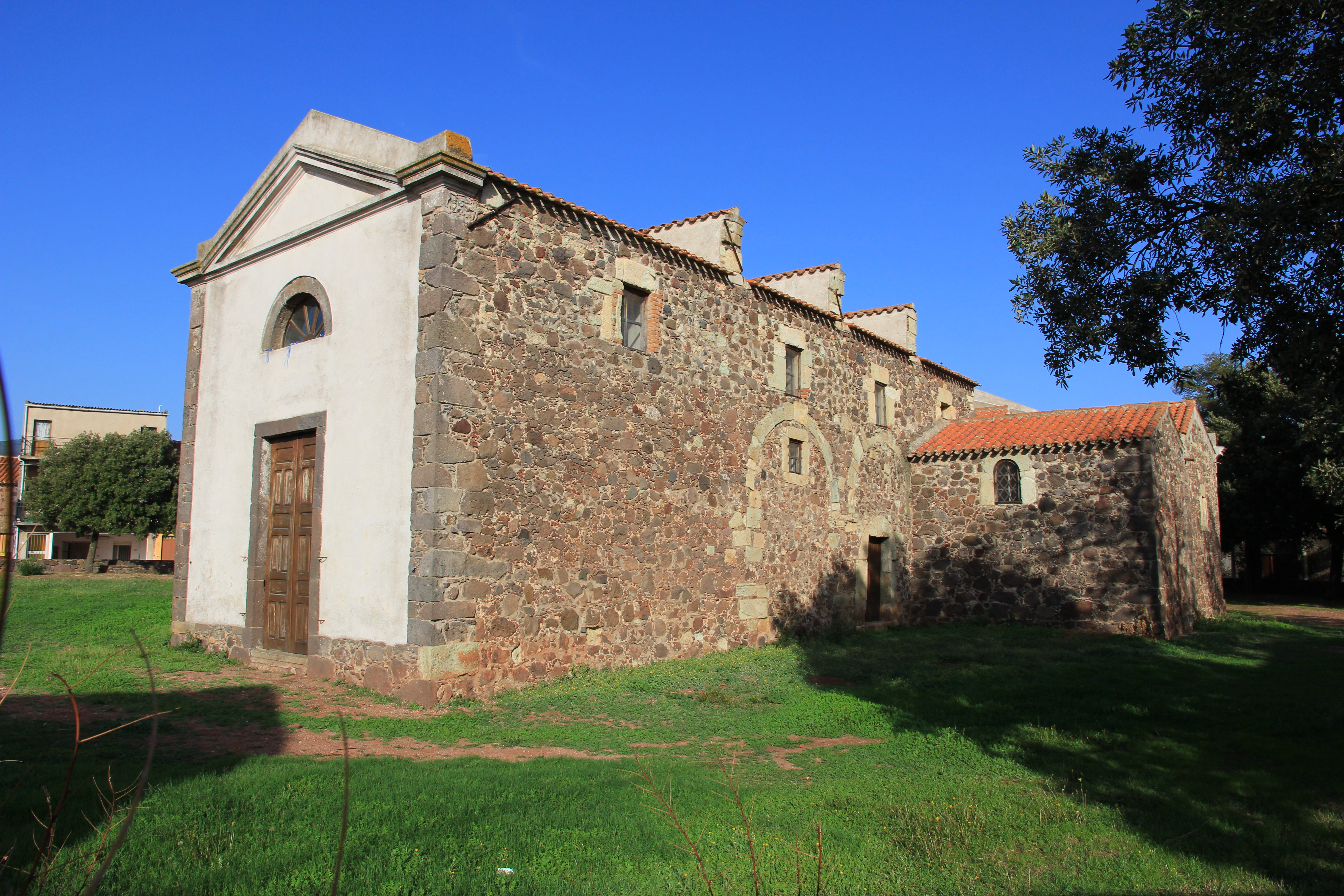
Chiesa di Santa Maria della Rosa

Del periodo fenicio possiamo trovare intatto in alcuni punti il selciato di una strada che portava da Cornus al villaggio proto-sardo di Serrelizzos, località sita intorno alla superba reggia ciclopica di Mesone Majore. Questa strada era importantissima per i Fenici da un punto di vista strategico, in quanto garantiva il trasporto delle proprie merci dal mare ai monti del Montiferru, in quel tempo chiamati Monti Menomeni.
Anche della dominazione Romana rimangono numerose tracce. La più importante si trova nella località di Sa Funtana Fraigada, fonte termale risalente proprio al periodo romano. Inoltre, numerosi cimeli e utensili sono stati rinvenuti nelle zone di Barili, Cannas de Piscamu e Zippiriu.
Le monete rinvenute indicano con precisione i periodi in cui le località del territorio furono abitate: alcuni bronzi punici con le spighe di Astarte, dei bronzi con l'effigie del Sardus Pater, dei sesterzi e assi coniati da vari imperatori romani, e piccoli bronzi risalenti al tardo impero. Questi reperti dimostrano il perdurare della vita nella zona di Seneghe nel corso dei secoli.
Nell'area dell'attuale centro abitato esisteva un antico popolo già dai tempi dei protosardi. Questo centro rappresentava un punto di confluenza per coloro che stanziavano nel territorio, in modo da riuscire a contrastare le continue scorrerie dei popoli invasori. Col tempo molti si insediarono permanentemente, dando così origine alla Villa de Seneghe. Nel punto in cui sorge l'attuale casa Pili, in via Roma, furono rinvenuti i resti di un nuraghe durante l'ampliamento dello stabile nel 1947. Resti di mura megalitiche furono trovate nel punto in cui sorge la chiesa parrocchiale; con tutta probabilità si tratta di resti di un antico luogo di culto, al quale succedette un tempio cristiano e, infine, l'attuale costruzione.
Dopo il Mille il paese è citato nel condaghe, ovvero il grande libro nel quale i monaci di S. Maria de Bonacatu di Bonarcado registravano i confini dei loro possedimenti. Nel 1191 la chiesa di Santa Maria viene dichiarata come facente parte della circoscrizione religiosa della mitria arborense, sotto Pietro, primo arcivescovo di Oristano. Seneghe era uno dei paesi facenti parte del Campidano di Milis, nel giudicato di Arborea.
Nell'atto solenne di pace firmato tra Eleonora d'Arborea e il re Giovanni I d'Aragona, il 24 gennaio 1388, vi sono nominati otto rappresentanti di Seneghe tra cui il maggiore Troisco Manca e altri giurati.
Alla caduta del giudicato (1410) entrò a far parte del Marchesato di Oristano, e alla definitiva sconfitta degli arborensi passò sotto il dominio aragonese, ove divenne un feudo.
Le cronache del tempo ci raccontano che nel 1692 morirono oltre cinquecento abitanti, a causa di una pestilenza che cessò grazie all'intercessione di san Sebastiano martire. Il santo fu scelto in seguito dalla popolazione come compatrono in segno di gratitudine, mentre la chiesa rimase intitolata all'Immacolata Concezione. Tra il XVIII e il XVII secolo si sviluppa l'odierna urbanistica del Paese.
Intorno al 1767 il paese entrò a far parte del marchesato d'Arcais, feudo dei Flores Nurra, ai quali fu riscattato nel 1839 con la soppressione del sistema feudale.
Dalla metà del XVIII secolo, grazie anche all'azione della Chiesa, unica istituzione per la promozione sociale attiva sul territorio, Seneghe ebbe molti cittadini avviati agli studi, anche grazie al contributo del convitto nazionale di Cagliari. Attorno al 1850 il paese contava una popolazione di 2 150 abitanti. Di questi 650 erano agricoltori, 90 pastori e 50 erano applicati a mestieri ed altre professioni.

### Simboli
Lo stemma e il gonfalone del comune di Seneghe sono stati concessi con decreto del presidente della Repubblica del 2011.
Il gonfalone è un drappo di rosso.

## Monumenti e luoghi di interesse

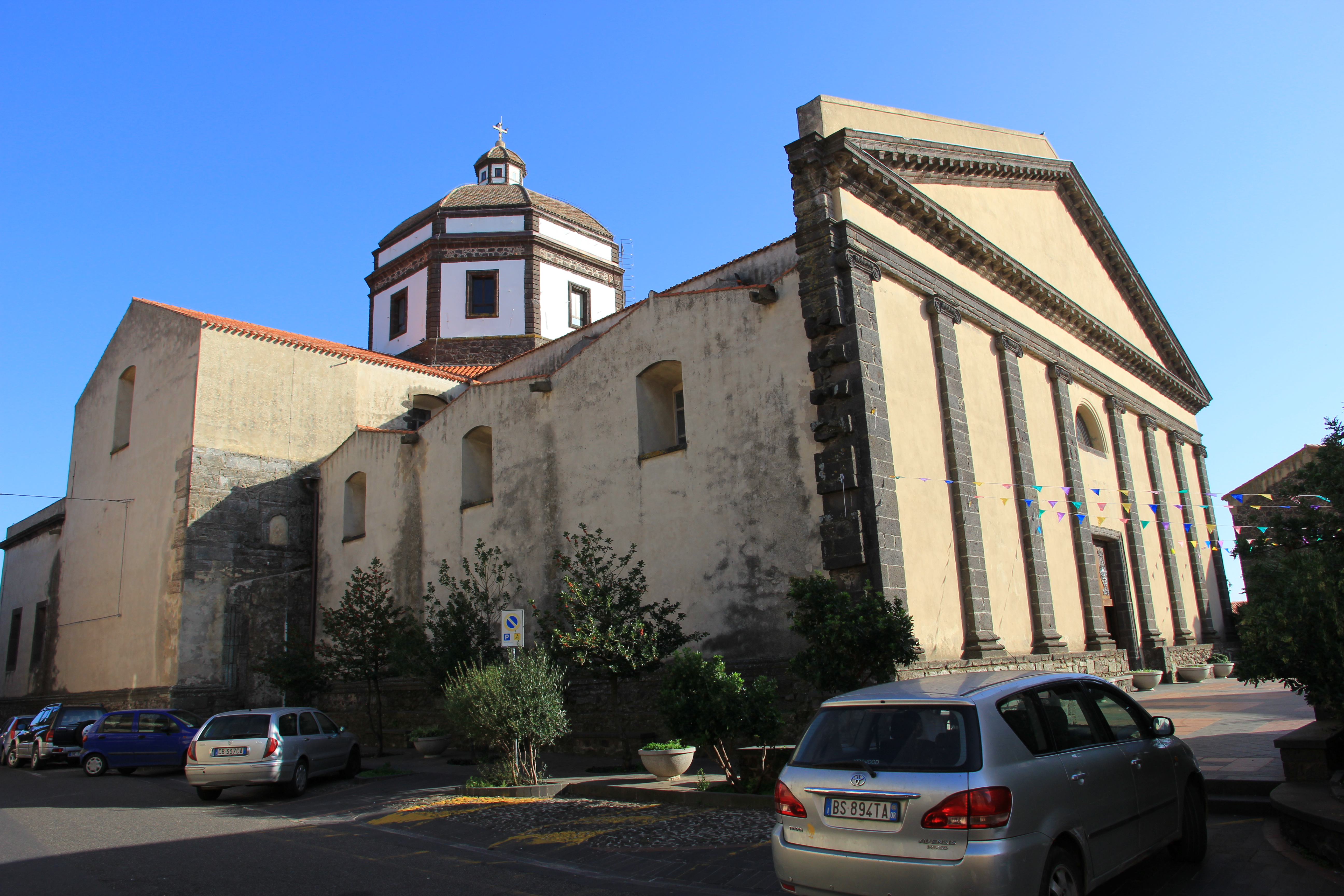
Chiesa di Santa Maria Immacolata

### Architetture religiose
- Chiesa di Maria Immacolata
- Oratorio del Rosario
- Chiesa di San Pietro

### Siti archeologici
- Tomba di Giganti Sa Fache 'e s'Altare, si trova a poche centinaia di metri dal nuraghe Maso Majore.
- Nuraghe Littu
- Nuraghe Narva
- Nuraghe Campu
- Nuraghe Ruju

### Luoghi di interesse naturalistico
- Monte Sos Paris

## Società

### Evoluzione demografica
Abitanti censiti

### Tradizioni, folclore ed eventi
Seneghe vanta una lunga tradizione di feste ed eventi tradizionali ripartiti durante tutto il corso dell'anno. Molte di esse sono legate a celebrazioni religiose, a cui vengono affiancate generalmente festeggiamenti laici organizzati dai comitati. Altre sono iniziative culturali proposte dalle istituzioni comunali, dai giovani molto attivi nel settore e dalle varie associazioni.
Il 20 gennaio si svolgono i festeggiamenti in onore di san Sebastiano martire, elevato a compatrono del paese a seguito della sua intercessione a favore degli abitanti che lo invocavano durante la peste di fine seicento. Da allora, per voto, si celebrano le cosiddette "quarant'ore di san Sebastiano", tre giorni in cui viene esposto solennemente il Santissimo Sacramento per l'adorazione dei fedeli. In antico la municipalità offriva alla parrocchia, per questa occasione, la cera e l'incenso. Dallo stesso giorno ha inizio il carnevale seneghese, che si protrae fino al martedì Grasso. Nelle domeniche intermedie del carnevale hanno luogo nella piazza Mannu - nota come Partz'è sos ballos - i balli serali, accompagnati dalla fisarmonica. La mattina del martedì grasso, nella stessa piazza, viene eseguito esclusivamente un ballo chiamato "Sas Andanzas", caratterizzato da una coreografia molto suggestiva e dinamica e definita unica nel suo genere.
A Seneghe è ancora viva è vegeta la tradizione del Canto a tenore; in questa comunità questo particolare canto prende il nome di "Cuntrattu". Il cuntrattu è generato dall'unione di quattro voci, prettamente maschili, che prendono il nome di "Pesadoe" (o boghe), "Mesa Oghe" (contralto o Tenore Primo), "Contra" (baritono), "Bassu" (Basso). Su "Pesadoe" ,voce principale del Cuntrattu, intonando la poesia (solitamente poesie popolari della tradizione seneghese e non, di argomento amoroso o ironico) scandisce il ritmo del canto dettandone i toni, a cui fanno riferimento le altre voci del coro per l'esecuzione dei canti; Seneghe conserva musicalmente, ancora oggi, la struttura e l'impostazione arcaica con il Basso di Gola (gutturale) e altre voci singolari nel loro genere.
Il repertorio di Seneghe è formato da alcuni canti della tradizione profana, presenti anche in altri comuni del Montiferru, che sono S'Istudiantina e S'Ottava Trista, e altri canti profani come "Sa Pastorella" e "Su Semintonu", questi ultimi utilizzati per accordare il Cuntrattu. Il fiore all'occhiello della tradizione di Seneghe è sicuramente il più conosciuto "Ballu 'e Cantidu", canto a ballo eseguito soprattutto durante il carnevale nella pubblica piazza per accompagnare i ballerini. Fanno parte del repertorio anche alcuni canti della tradizione religiosa, come le laudi, chiamati "Gosos", e alcuni canti tipici della Settimana santa e della passione di Cristo, e altri canti tradizionali della Sardegna.
I cori di Seneghe che si esibiscono al di fuori del contesto paesano e che vantano esibizioni nella penisola e anche all'estero (Francia, Svizzera, Russia, Croazia, Belgio, Spagna, Austria, Galles) sono "Su Cuntrattu de Seneghe di Antonio Maria Cubadda", "Su Cuntrattu Seneghesu" e "Su Cuntrattu de Vincenzo Uda"; il coro generalmente prende il nome de "Su Pesadoe".
A Seneghe sono particolarmente suggestivi anche i riti della Settimana Santa ed in particolare del Venerdì quando la Vergine esce vestita a lutto e percorre le vie del paese nella tradizionale "via Crucis" a cui fa seguito "s'Incravamentu". Il grande Crocifisso viene portato dalla Chiesa di Santa Maria alla Parrocchiale dove viene innalzato. La sera, dopo la funzione liturgica accompagnata dal canto de su Cuntrattu, seguendo l'invito del predicatore, due confratelli, rappresentanti i discepoli, depongono il Cristo morto dalla Croce ("s'Iscravamentu") per poi avviarsi in processione alla stessa chiesa di Santa Maria sempre accompagnati dal canto de su Cuntrattu. La mattina di Pasqua si svolge S'Incontru.
Il 13 giugno viene festeggiato solennemente, preparato dalla tradizionale tredicina in cui si benedice il pane offerto da qualche devoto per promessa o per grazia ricevuta, sant'Antonio di Padova, al quale è dedicata una piccola chiesa interna al paese risalente alla metà del seicento. Tale festa è partecipatissima soprattutto dagli uomini.

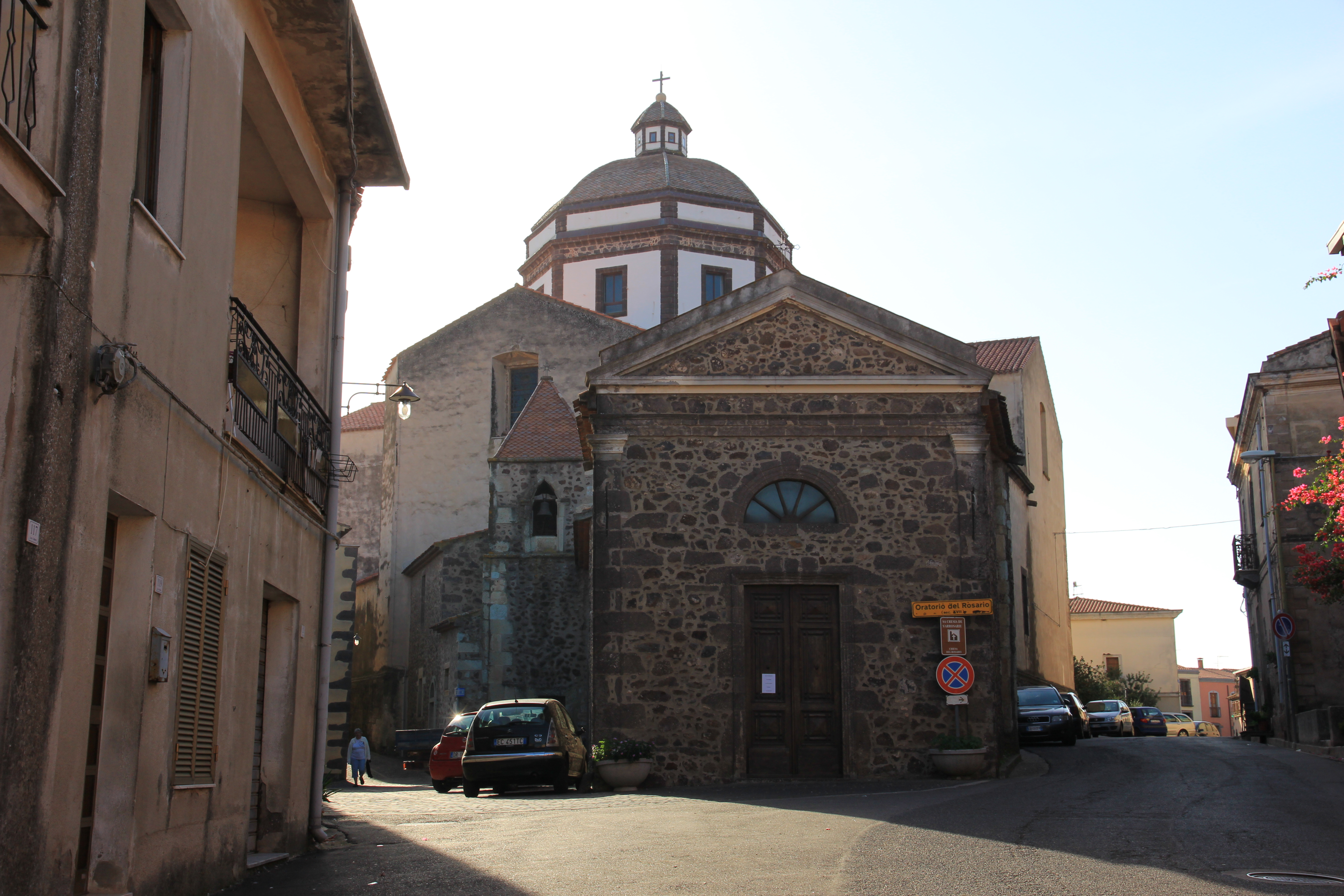
Oratorio del Rosario

Il 29 giugno, festa di san Pietro, dopo la processione, la Messa e la novena in onore di santa Maria, lo stesso comitato procede a "sa dittadura de sa bandiera", rituale suggestivo che prevede la messa all'asta di uno stendardo (sa bandiera) in broccato. Verrà consegnata al miglior offerente che avrà diritto di portarla processionalmente, a cavallo, dal luogo de "sa dittadura" fino al sagrato della chiesa di santa Maria dove i cavalli si schierano e, ricevuta dal parroco la benedizione, si lanciano nella tradizionale corsa de "s'Ardia de santu Perdu".
Il 2 luglio viene festeggiata santa Maria "de sa Rosa", alla quale è dedicata una piccola chiesa, in origine campestre ma ora interna al paese, il cui nucleo originario risale al secolo XI/XII. I festeggiamenti durano tre giorni perché seguiti da quelli in onore di sant'Elisabetta. Il giorno più solenne e suggestivo è il 2, quando, a seguito della processione a cui partecipano anche i cavalieri con le bandiere, i comitati e le confraternite, celebrata la Messa solenne con predica, si ritorna processionalmente nella chiesetta di santa Maria dove, con profondissima devozione e trasporto interiore, i presenti intonano i "Gosos" in onore della Madonna. Al termine di queste meravigliose laudi, i cavalieri (che solitamente per l'occasione indossano il costume del paese) si dispongono allo stesso modo in cui si erano disposti qualche giorno prima nella festa di san Pietro e, ricevuta la benedizione, tornano nuovamente a correre s'Ardia, questa volta in onore di santa Maria. I più anziani raccontano che durante la Guerra, quando la maggior parte dei giovani erano al fronte o nei campi di battaglia, e molte famiglie erano in angoscia per la lontananza o in lutto per la perdita di qualche persona cara, la tradizionale Ardia non si svolse. Coloro che abitavano nei pressi della chiesetta di santa Maria, si racconta, la notte del 2 luglio sentirono gli zoccoli dei cavalli che correvano come se stessero facendo s'Ardia.
Il 3 luglio, si festeggia sant'Elisabetta.
Il 31 agosto viene festeggiato san Raimondo Nonnato.
Sempre in estate il collettivo di ragazzi AlterEvents organizza un evento, a carattere soprattutto musicale, che prende il nome di AlterDay Fest. In ogni edizione il collettivo si impegna a portare all'interno del paese un insieme di iniziative atte a contribuire alla crescita della cultura musicale, promuovendo e valorizzando la musica indipendente di ogni genere, sarda e non.
I primi giorni di settembre l'associazione Perda Sonadora organizza un importante Festival di poesia, letteratura e arte in genere, chiamato Cabudanne de sos poetas. Tre giorni per ascoltare poesia dalla voce degli stessi autori, che vengono ospitati nel paese, con appuntamenti giornalieri sempre numerosi. Fanno da cornice al tutto diverse opere artistiche, come dipinti, foto, materiale audio e video.
L'ultima domenica di novembre si tiene la manifestazione Prentzas Apertas. I vecchi frantoi presenti all'interno del paese vengono aperti ai visitatori, e in ognuno di essi i proprietari o/e varie associazioni espongono i loro prodotti o creano intrattenimento con musica, canti, proiezioni e mostre.

### Lingue e dialetti
La variante del sardo parlata a Seneghe è riconducibile alla Limba de mesania.

## Cultura

### Premio nazionale Montiferru di Seneghe
Il concorso è dedicato all'olio extravergine d'oliva italiano e mira a premiarne la qualità e l'immagine. L'esame viene effettuato dalla giuria nazionale di assaggiatori tra Seneghe e Oristano e termina con la cerimonia di premiazione nella Casa Aragonese.

## Economia
La posizione geografica di Seneghe ha condizionato notevolmente la sua economia e la sua società: il 35% della popolazione attiva è occupata all'allevamento bovino e ovino occupando l'81% della superficie comunale, di cui la maggior parte è utilizzata per prati e pascoli, mentre la parte restante viene spartita in seminativi e coltivazioni permanenti. Le principali colture sono l'olivo, la vite e le foraggiere.
Trovandosi in una zona collinosa e di passaggio tra il Campidano ed il Montiferru, ha sviluppato una cultura composta da elementi appartenenti ad entrambe le due aree, per cui presenta un'economia fortemente agricola e al contempo pastorale. L'economia agricola e la sua struttura socio economica ad essa legata si è sviluppata in quanto gran parte della sua produzione era destinata al sostegno dell'allevamento bovino. La struttura della società e il suo calendario lavorativo e festivo erano legati all'annata agraria, quindi ritmi e azioni erano inseriti in un ciclo periodico attraverso il quale si ribadivano i ruoli di ciascuna famiglia, persona e istituzione.
Questo ripetersi era reso possibile grazie all'economia di sussistenza che reggeva tutto il sistema, pressoché autonomo ed indipendente, tipico dell'economia tradizionale della Sardegna. Il commercio con l'esterno era legato alle Fiere, a loro volta dipendenti dalle festività e dagli spostamenti ambulanti, ma in tempi recenti si cerca di estenderlo con l'esportazione dei prodotti tipici, quali l'olio, la carne e il formaggio.

## Amministrazione

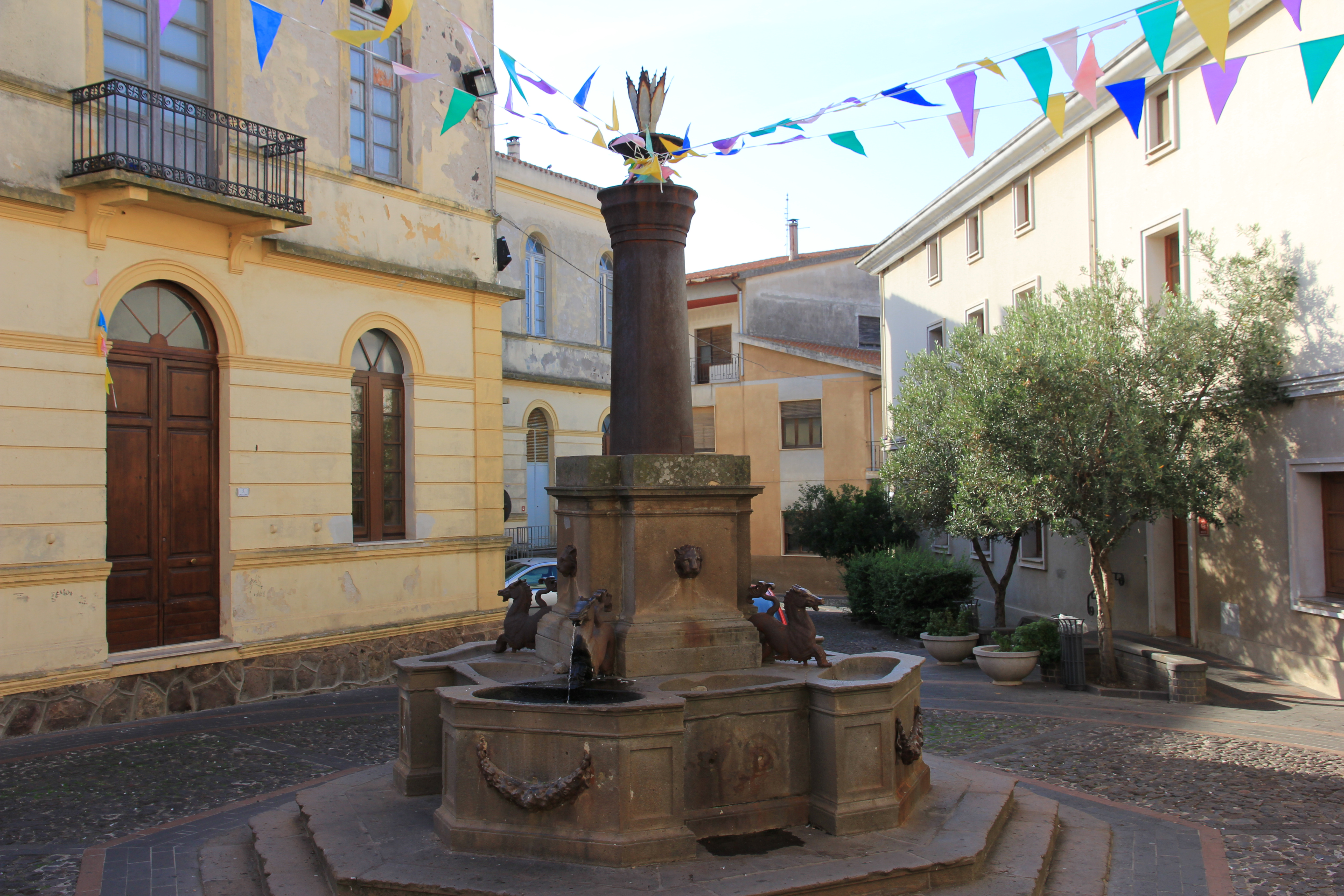
La piazza del municipio

### Gemellaggi
- Olesa de Bonesvalls